# Chiesa di Gesù e Maria (Pescocostanzo)
La chiesa di Gesù e Maria è un edificio religioso che si trova a Pescocostanzo in provincia dell'Aquila.

## Storia
Il convento dei francescani e la chiesa di Gesù e Maria furono realizzati nel 1611 per ospitare nel paese una comunità di frati. Realizzato inizialmente con un portico antistante la facciata, un'unica finestra centrale ed un tetto a falde, venne ricostruito nel 1855 mantenendo la finestra superiore come unico elemento originale.

## Architettura

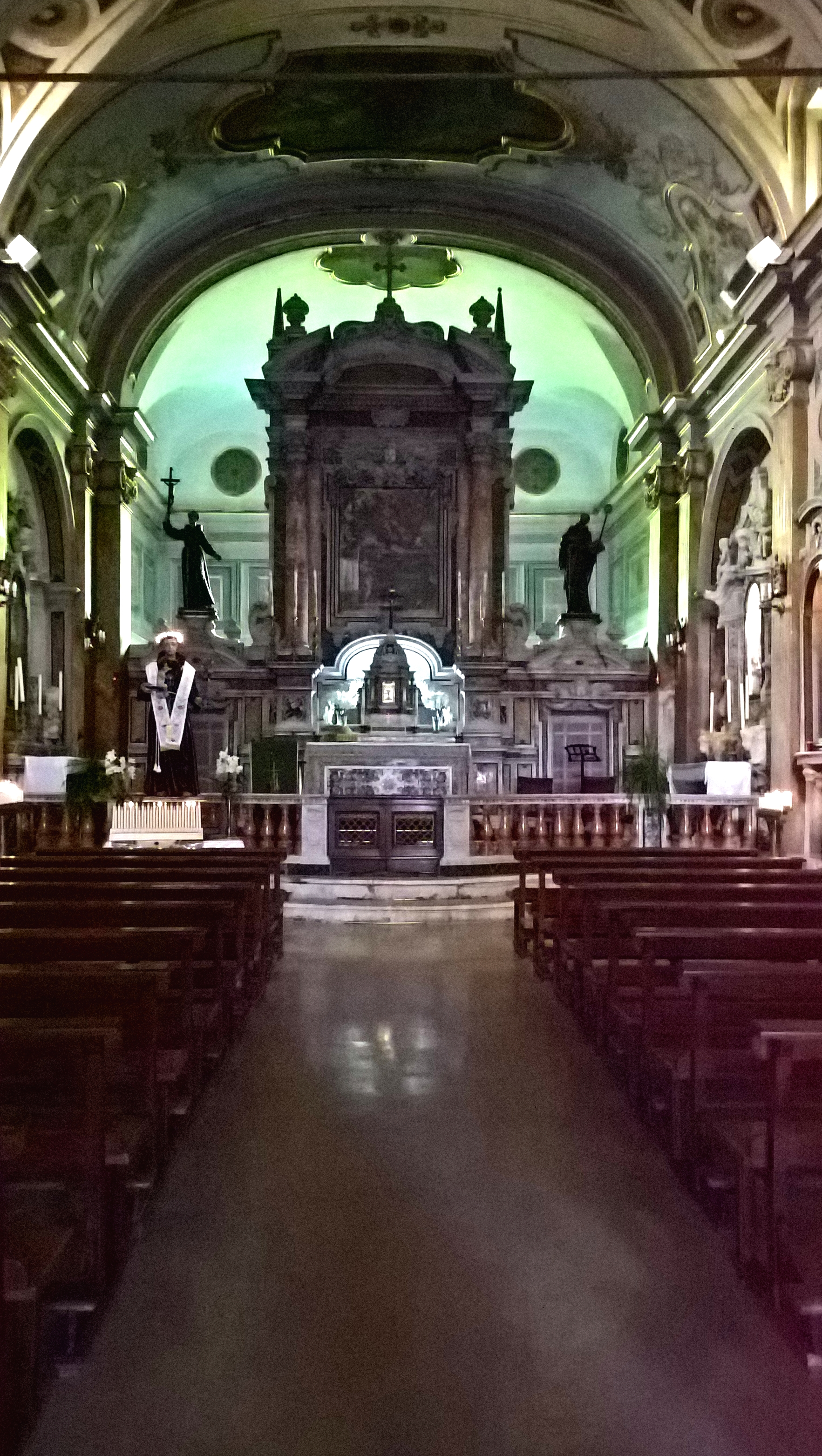
Interno

### Esterno
La facciata su due livelli divisi da una cornice marcapiano è realizzata con una pietra grezza e scura sul fondo liscia e chiara nelle modanature e nelle lesene tuscaniche. Esternamente sulla destra della facciata si trova il campanile a base rettangolare. 

Il portale, posto al centro della parte inferiore della facciata, è sormontato da un timpano spezzato con lo stemma dell’Ordine francescano al centro ed è affiancato ai lati da due finestre.  Al centro della parte superiore si trova una finestra rettangolare, anch'essa  con timpano triangolare spezzato.
Il convento si trova sulla sinistra della chiesa. Il chiostro centrale è a pianta quadrata con un pozzo ottagonale al centro e portici delimitati da con archi a tutto sesto sorretti da pilastri in pietra posti su di un parapetto in muratura. Al primo piano dell’ala nord si trova una loggia ad archi sostenuti da colonne.

### Interno
La chiesa è a navata unica rettangolare con copertura a volta a botte a sesto ribassato e con tre cappelle per ciascun lato. La controfacciata ospita una cantoria, presumibilmente derivata dall'annessione del portico presente originariamente sulla facciata. Il coro, invece, si trova su di un piano rialzato dietro l’altare maggiore.
L’altare maggiore è opera dell’architetto bergamasco Cosimo Fanzago e realizzato dal napoletano Pietro Barberio.  È strutturato su due livelli, con la base dove si trovano i due portali d’accesso al coro ed il tabernacolo, mentre su quello superiore si trova la tela de L’apparizione di Gesù e Maria a san Francesco di Giambattista Gamba incorniciato da decorazioni barocche.